# Wereldkampioenschappen zeilwagenrijden 1975
De Wereldkampioenschappen zeilwagenrijden 1975 waren door de Internationale Vereniging voor Zeilwagensport (FISLY) georganiseerde kampioenschappen voor zeilwagenracers. De 1e editie van de wereldkampioenschappen vond plaats in het Duitse Sankt Peter-Ording. Het was tevens de 13e editie van de Europese kampioenschappen.

## Uitslagen
| klasse   | Goud                | Zilver         | Brons               |
| -------- | ------------------- | -------------- | ------------------- |
| Klasse 1 | Uwe Sönnichsen      | Hans Lindemann | Günther Karschewski |
| Klasse 2 | Georges Ameele      | Benoît Demoury | John Healey         |
| Klasse 3 | Alain Houtsaegher   | Rüdiger Grassy | Fernand Demaret     |
| Dames    | Marie Pierre Passet | Chrstine Laune | Helga Junge         |

1975 ·
1980 ·
1981 ·
1987 ·
1993 ·
1998 ·
2000 ·
2002 ·
2004 ·
2006 ·
2008 ·
2010 ·
2012 ·
2014 ·
2018 ·
2020
1963 ·
1964 ·
1965 ·
1966 ·
1967 ·
1968 ·
1969 ·
1970 ·
1971 ·
1972 ·
1973 ·
1974 ·
1975 ·
1976 ·
1977 ·
1978 ·
1979 ·
1980 ·
1981 ·
1982 ·
1983 ·
1984 ·
1985 ·
1986 ·
1987 ·
1988 ·
1989 ·
1990 ·
1991 ·
1992 ·
1993 ·
1994 ·
1995 ·
1996 ·
1997 ·
1998 ·
1999 ·
2000 ·
2001 ·
2002 ·
2003 ·
2004 ·
2005 ·
2006 ·
2007 ·
2009 ·
2010 ·
2011 ·
2013 ·
2015 ·
2016 ·
2017 ·
2019 ·
2020 ·